# Parafia św. Anny w Radziłowie
Parafia pw. Świętej Anny w Radziłowie – rzymskokatolicka parafia należąca do dekanatu Szczuczyn, diecezji łomżyńskiej, metropolii białostockiej.

## Zasięg parafii
Do parafii należą wierni z następujących miejscowości: Radziłów, Borawskie-Awissa, Brodowo, Czerwonki, Dębówka, Janowo, Karwowo, Kieljany, Konopki, Konopki-Awissa, Kownatki, Kramarzewo, Mścichy, Okrasin, Ostrowik, Racibory i Święcienin.

## Historia
Parafia została erygowana w 1482 r. Kościół parafialny murowany pw. św. Anny wybudowany w latach 1977-1985 staraniem proboszczów: ks. Witolda Brulińskiego (głównie) i ks. Franciszka Pogorzelskiego

### Kościół parafialny
- Kościół św. Anny w Radziłowie

### Kościoły filialne
- Kościół pw. św. Barbary w Kramarzewie - wybudowany w 1739 r. w Radziłowie jako ówczesny kościół parafialny. W 1982 r., w trakcie budowy nowego kościoła, ten został przeniesiony do Kramarzewa[1]
- Kościół pw. Najświętszej Maryi Panny Bolesnej w Mścichach - wybudowany w latach 2005-2007. Powstał dzięki staraniom dwóch proboszczów: ks. J. Grochowskiego i ks. Jacka Schneidera. Poświęcenia dokonał biskup Tadeusz Bronakowski, dnia 15 września 2007 r[1].
- Kościół pw. św. Barbary sprzed 1463 r. - pierwszy kościół drewniany parafii<[1].